# Împărțirea Imperiului Otoman
Împărțirea Imperiului Otoman a fost un eveniment care a avut loc după încheierea Primului Război Mondial. Uriașul conglomerat de teritorii și popoare care fuseseră conduse până în acel moment dat de sultanul Imperiului Otoman a fost împărțit în mai multe noi state
Împărțirea teritoriului otoman fusese plănuită încă din primele zile ale războiului, deși în rândul aliaților au existat neînțelegeri cu privire la acest subiect, care au dus la negocieri repetate. După ocuparea Istanbulului de către trupele franco-britanice în noiembrie 1918, guvernul otoman s-a prăbușit efectiv, semnând aproape fără împotrivire Tratatul de la Sèvres din 1920. Declanșarea de către naționaliștii turci a Războiului de Independentă i-a forțat în cele din urmă pe Aliați să renegocieze condițiile de pace. Aliații și Marea Adunare Națională a Turciei au semnat și ratificat un nou tratat de pace, cel de la Lausanne din 1923, cu prevederi mult mai favorabile turcilor. Problemele nerezolvate au fost mai apoi negociate în cadrul Ligii Națiunilor, așa cum a fost cazul provinciei Mosul (1925).
Dezintegrarea Imperiului Otoman a dus la formarea statelor arabe și a Republica Turcia așa cum le cunoaștem în zilele noastre. Liga Națiunilor a permis administrarea unora dintre teritoriile otomane de către puterile mandatare europene. Siria și Libanul au fost trecute sub administrația Franței, Mesopotamia și Palestina (divizată mai târziu în două teritorii mai mici, Palestina și Transiordania) au trecut sub mandatul Regatului Unit. Anumite teritorii ale Imperiului Otoman din Peninsula Arabă au trecut sub controlul Yemenului și Arabiei Saudite.

## Contextul general
Imperiul Otoman a fost din punct de vedere geopolitc, cultural și ideologie statul islamic conducător al regiunii. Împărțirea Imperiului Otoman a dus la infiltrarea puterilor occidentale, precum Franța și Anglia, în Orientul Mijlociu. Pentru prima oară, rezistența împotriva creșterii influenței acestor puteri europene a venit din parte naționaliștilor turci și a devenit omniprezentă în tot Orientul Mijlociu post-otoman de după Primul Război Mondial. 
Împărțirea Imperiului Otoman a fost plănuită de puterile occidentale în cadrul a mai multor înțelegeri politice făcute pe timpul Primului Război Mondial. Britanicii și francezii au împărțit răsăritul Orientului Mijlociu (așa-numita „Siria Mare”) prin Acordul Sykes-Picot.  Au fost puse la cale și alte înțelegeri cu Italia sau Imperiul Rus. Declarația Balfour a încurajat sionismul internațional să ceară formarea unui cămin național evreiesc în Palestina, unde a existat în antichitate Regatul Israelului. În momentul în care Imperiul Otoman se dezintegra, în Palestina exista o minoritate evreiască destul de importantă și o majoritate arabo-musulmană. Imperiul Rus a avut la rândul lui o serie de înțelegeri cu Antanta cu privire la împărțirea Imperiului Otoman, dar după seria de revoluții care a zguduit imperiul, rușii au renunțat să participe la partiționare.

## Statele arabe moderne
Vedeți și: Mandat al Ligii Națiunilor
Tratatul de la Sèvres a recunoscut oficial mandatele Ligii Națiunilor în Orientul Mijlociu, independența Yemenului și suveranitate britanică asupra Cipruului.

### Mandatele franceze

#### Mandatul Siriei
Vedeți și: Mandatul francez al Siriei
Siria a devenit protectorat francez (în mod oficial „Mandat al Ligii Națiunilor”). Regiunea locuită de creștini de-a lungul țărmului Mării Mediterane avea să devină Libanul zilelor noastre. 

#### Mandatul Libanului
Vedeți și: Mandatul francez al Libanului
Libanul Mare a fost numele sub care a fost un teritoriu creat de Franța în regiunea care a fost trecută sub controlul Franței. Acest teritoriu a fost precursorul Libanului contemporan. El a existat în perioada 1 septembrie 1920 – 23 mai 1926. Franța a „tăiat” acest teritoriu (acțiune executată sub mandatul Ligii Națiunilor pentru crearea uni „refugiu sigur” pentru populația creștină maronită) din regiunea levantină.  Maroniții au primit dreptul la autonomie și și-au câștigat independența în 1943. 
Intervenția franceză în favoarea maroniților a început în cadrul capitulațiilor Imperiului Otoman, înțelegeri făcute de-a lungul secolelor al XVI-lea și al XIX-lea. În 1866, când Youssef Karam a condus o rebeliune a maroniților în regiunea muntoasă a Libanului, francezii au recurs la amenințări armate, trimițând în zonă o flotă puternică. 

### Mandatele britanice

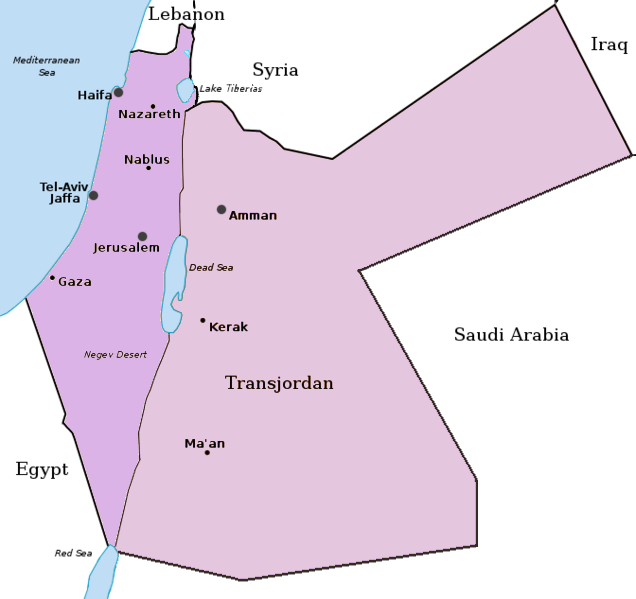
Mandatul britanic al Palestinei

Irakul și Palestina au trecut sub  administrația britanică. Unul dintre fii lui Sayyid Hussein bin Ali, Faisal, a fost instalat pe tronul Irakului. Palestina a fost împărțită în două, jumătatea răsăriteană a devenit Transiordania, unde a fost instalat ca rege un alt fiu al lui Hussein, Abdullah. Jumătatea occidentală a Palestinei a fost plasată sub administrația britanică directă. Aici a fost permisă creșterea numerică a populației evreiești sub protecția autorităților britanice. Cea mai mare parte a Peninsulei Arabice a trecut sub stăpânirea unui aliat al britanicilor, Ibn Saud, cel care avea să creeze în 1932 Regatul Arabiei Saudite.

#### Problema regiunii Mosul
Regatul Unit și Turcia își disputau controlul asupra fostei provincii otomane Mosul în deceniul al treilea. În conformitate cu prevederile Tratatului de la Lausanne, Mosul trecea sub controlul britanic, dar noua republică turcă pretindea că provincia este parte a teritoriului său istoric. Un comitet al Ligii Națiunilor format din trei persoane a efectuat o vizită în regiune și și-a prezentat concluziile în 1925. Comitetul recomanda ca Mosulul să rămână în cadrul Irakului și ca Regatul Unit să păstreze mandatul pentru încă 25 de ani, asigurând astfel dreptul la autonomie al kurzilor. Turcia a respins această decizie. În cele din urmă, Regatul Unit, Irakul și Turcia au semnat un tratat pe 5 iulie 1926, care respecta în cea mai mare parte decizia comitetului Ligii Națiunilor. Mosulul a rămas sub controlul britanic până când Irakul a devenit independent în 1932. Britanicii au păstrat în Irak baze militare și dreptul la liber tranzit al forțelor lor în regiune.

#### Mandatul Palestinei

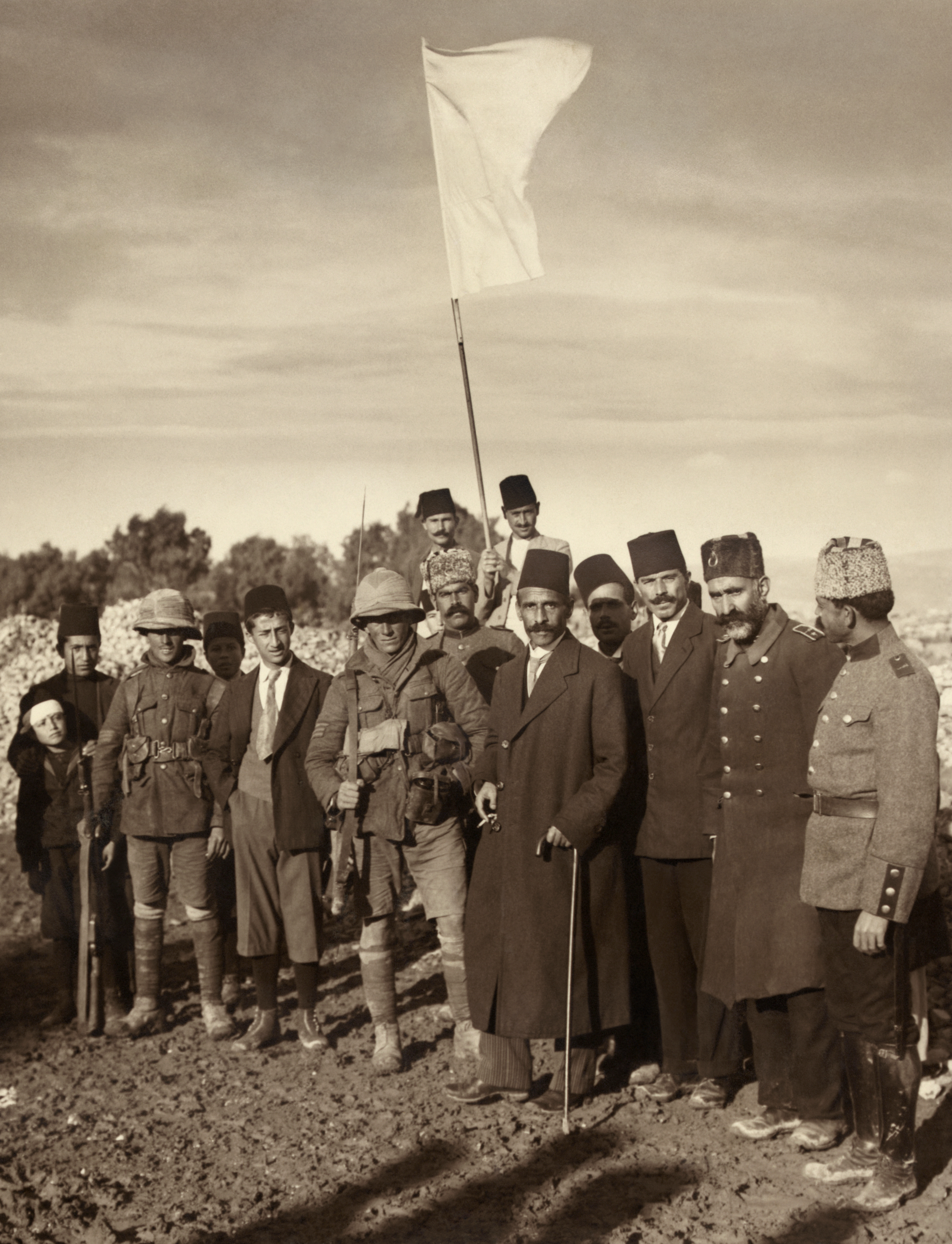
Capitularea Ierusalimului în fața forțelor britanice pe 9 decembrie 1917

Britanicii au făcut trei promisiuni în timpul primului război mondial cu privire la soarta Palestinei. Anglia a promis prin intermediul ofițerului britanic T. E. Lawrence (Lawrence al Arabiei) independența pentru un stat unit arab, care ar fi trebuit să cuprindă cea mai mare parte a Orientului Mijlociu arab. De asemenea, britanicii au promis să creeze și să sprijine existența unui „cămin național evreiesc” (Declarația Balfour). În cele din urmă, britanicii au promis familiei Hașemite stăpânirea celei mai mari părți a regiunii în schimbul participarea activă la Revolta Arabă. 
Revolta Arabă, care a fost organizată în bună parte de Lawrence, a ajutat forțele britanice să-i înfrângă pe otomani în campania din Sinai și să ocupe Palestina și Siria. Regiunea a rămas sub administrația britanică pentru restul războiului. Regatul Unit a primit controlul asupra Palestinei după Conferința de pace de la Versailles din 1919. Herbert Samuel, un fost membru al membru al guvernului britanic, unul dintre cei care au contribuit la conceperea Decelerației Balfour, a fost numit primul Înalt Comisar al Palestinei. În cadrul Conferinței de la San Remo din 1920 s-a luat hotărârea ca Palestina să fie trecută sub mandatul Regatului Unit. În 1923, britanicii au transferat o parte a Înălțimilor Golan sub mandatul francezilor, care, la rândul lor, au cedat în favoarea britanicilor regiunea Metula.

### Mișcările de independență
Imediat după plecarea administrației otomane, arabii au proclamat la Damasc un stat independent, care a fost prea slab, atât din punct de vedere economic cât și militar, ca să poată rezista presiunilor puterilor europene. Britanicii și francezii și-au stabilit rapid controlul în regiune. 
În cursul deceniilor al treilea și al patrulea al secolului trecut, Siria, Egiptul și Irakul au făcut pași importanți spre obținerea independenței, deși trupele britanice și franceze nu au părăsit în mod oficial regiunea decât după încheierea celui de-al doilea război mondial. În Palestina, conflictul dintre forțele naționaliste arabe și cele sioniste a creat o situație pe care britanicii nu au mai reușit să o controleze sau rezolve. Venirea la putere în Germania a lui Adolf Hitler a dus la intensificarea luptei pentru formarea unui stat evreiesc în Palestina. (Vedeți și: Conflictul israelo-palestinian și Istoria Palestinei). 

## Anatolia
Rușii, britanicii, italienii, francezii, grecii, armenii și turcii aveau fiecare obiective separate în Anatolia, care se bazau pe promisiunile primite în timpul războiului, pe victoriile de pe fronturi, pe înțelegerile sau tratatele secrete semnate între părți. 

### Rusia
Regimul țarist dorea să înlocuiască populația musulmană din nordul Anatoliei și din Istanbul cu coloniști cazaci. Ministrul de externe rus, Serghei Sazanov, a afirmat în martie 1915 în fața diplomaților britanic George Buchanan și a celui francez Maurice Paléologue că o înțelegere de durată postbelică trebuie să țină seama de pretențiile Rusiei care cuprindeau: „orașul Constantinopol, țărmul vestic al Bosforului, Marea Marmara și Dardanelele, ca și Tracia sudică, până la linia Enos-Midia” și „o parte a zonei litorale asiatice între Bosfor, râul Sakarya și un punct care va fi determinat pe țărmul golfului Izmit”. Aceste documente au fost făcute publice în noiembrie 1917 în ziarul Izvestia. Prin această acțiune, rușii sperau să obțină sprijinul armenilor pentru revoluția rusă. Izbucnirea revoluției bolșevice au făcut ca planurile țariste de împărțire a Imperiului Otoman să fie abandonate.

### Regatul Unit
Britanicii doreau să aibă controlul asupra strâmtorilor Mării Marmara și au ocupat împreună cu francezii Istanbulul (13 noiembrie 1918 – 23 septembrie 1923). După victoria naționaliștilor turci în războiul de independență și semnarea Tratatului de la Lausanne, trupele străine au părăsit capitala Turciei.

### Italia
Franța, Regatul Unit și Italia au semnat în 1917 Acordul de la St.-Jean-de-Maurienne. La încheierea războiului, Italia urma să primească tot sud-vestul Anatoliei, cu excepția regiunii Adana, inclusiv însă Izmir.  Totuși, în 1919, premierul elen Eleftherios Venizelos a obținut permisiunea negociatorilor de la Conferinței de pace de la Paris să treacă Izmirul sub controlul Greciei, în ciuda înțelegerilor acordului amintit mai devreme. 

### Franța
Franța a obținut, în conformitate cu prevederile secrete ale Acordului Sykes-Picot, controlul asupra Hatay, Libanului și Siriei. De asemenea, Franța era interesată de obținerea controlului asupra unei regiuni din Anatolia de sud-est. Franța a semnat alături de Italia, Regatul Unit Acordul de la St.-Jean-de-Maurienne, care suplimenta teritoriile preluate de francezi cu regiunea Adana.
Armata franceză a ocupat părți din Anatolia în perioada 1919 – 1921, exploatând în interesul propriu mine de cărbuni, căi ferate, porturile otomane de la Marea Neagră Zonguldak și Karadeniz Ereğli, Istanbul (împreună cu britanicii), Uzunköprü în Tracia Răsăriteană și regiunea Cilicia. Franța s-a retras în cele din urmă din aceste regiuni, după semnarea armistițiului de la Mudanya, a Tratatului de la Ankara și a celui de la Lausanne. Seria de conflicte dintre forțele franceze și cele turce au fost numite și „Războiul din Cilicia” (în franceză La guerre en Cilicie), sau „Frontul Sudic” (în turcă Güney Cephesi).

### Grecia
Vedeți și: Războiul greco-turc (1919-1922)

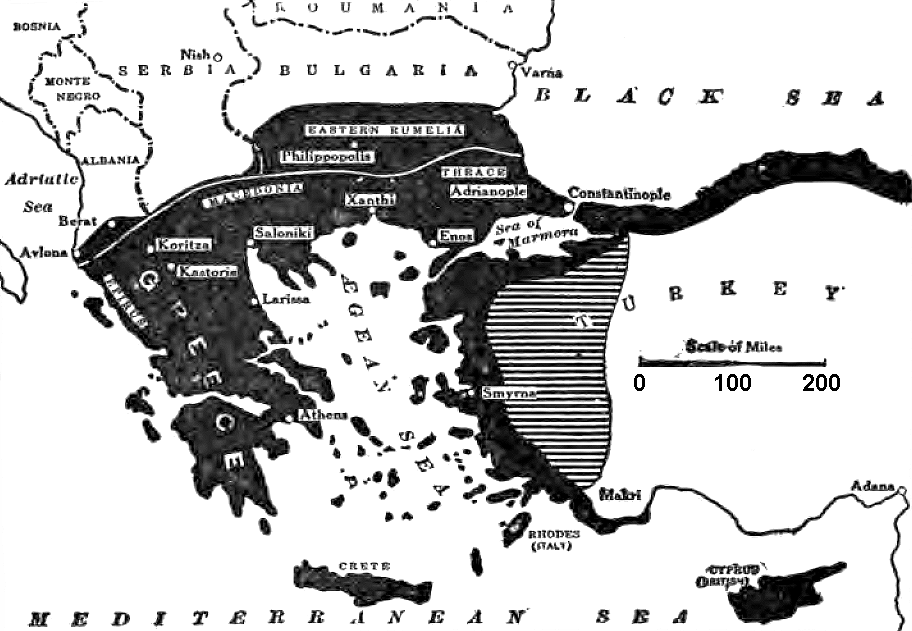
Propunerile grecilor la Conferința de Pace de la Paris

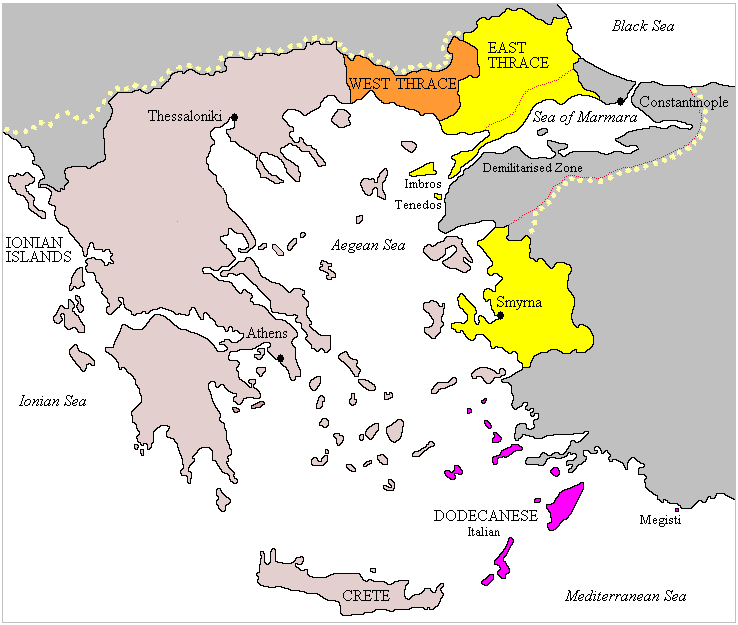
Teritoriul Greciei după Tratatul de la Sèvres

Aliații occidentali, în particular premierul britanic David Lloyd George, promiseseră Greciei câștiguri teritoriale importante în dauna Imperiului Otoman, dacă elenii ar fi intrat în război de partea Atantei. Grecii ar fi urmat să primească Tracia Răsăriteană, insulele Imbros (Gökçeada) și Tenedos (Bozcaada), regiuni din Anatolia apuseană din jurul orașului İzmir.
În mai 1917, după plecarea în exil a regelui Constantin I, premierul elen Eleuthérios Venizélos s-a reîntors la Atena și a făcut ca Grecia să se alieze cu Antanta. Armata elenă, deși împărțită între sprijinitorii monarhiei și cei ai premierului, a început acțiuni militare ofensive împotriva armatei bulgare. În același an, aliații occidentali au promis italienilor controlul asupra Izmirului, în cadrul Acordului de la St.-Jean-de-Maurienne semnat de Franța, Italia și Regatul Unit. 
În timpul Conferinței de Pace de la Paris din 1918, bazându-se pe promisiunile din timpul războiului, Venizelor a încercat din greu să obțină acceptarea granițelor „Marii Idei”, care ar fi inclus toate comunitățile grecești din nordul Epirului, Traciei, (inclusiv Constantinopolului) și din Asia Mică. În 1919, în ciuda opoziției italienilor, grecii au obținut permisiunea din partea Aliaților occidentali să ocupe Izmirul. 

### Republica Caucaziană Sud-Vestică
Vedeți și: Republica Caucaziană Sud-Vestică
Republica Caucaziană Sud-Vestică a fost o entitate apărută pe teritoriul Rusiei în 1918, după retragerea trupelor otomane pe granițele antebelice, ca urmare a Armistițiului de la Mudros. Republica și-a proclamat independența, în fruntea guvernului provizoriu  cu sediul în Kars aflându-se Fakhr al-Din Pirioghlu. 
După izbucnirea războiului între acest stat efemer și Georgia și Armenia, trupele britanice conduse de Înaltul Comisar Britanic, amiralul Somerset, au cucerit Karsul pe 19 aprilie 1919, au abolit parlamentul republicii și i-au arestat pe membrii guvernului. Britanicii au plasat Karsul sub controlul Armeniei. 

### Armenia

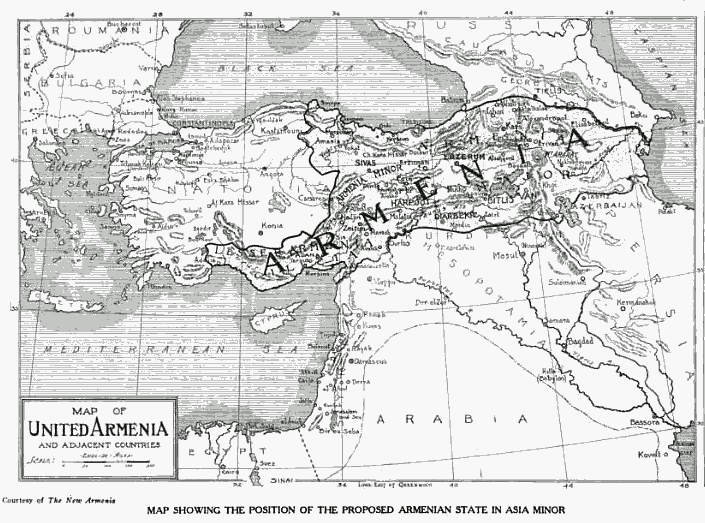
Propunerile Armeniei la Conferința de Pace de la Paris

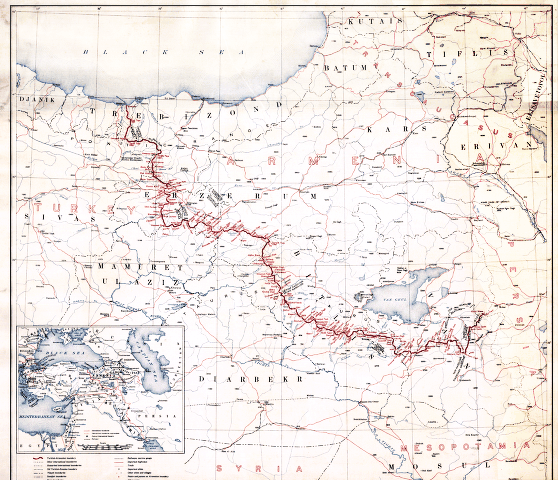
„Armenia Wilsoniană”, așa cum a fost după Tratatul de la Sèvres

În ultimul an de război, armenii au reușit să formeze un guvern provizoriu, iar mai apoi o republică independentă. Conflictele militare dintre turci și armeni, atât din timpul războiului mondial, cât și după încheierea acestuia, au fost cele care au decis până în cele din urmă frontierele Armeniei. 

#### Administrația Armeniei Apusene
Vedeți și: Campania din Caucaz și Tratatul de la Batumi
Rusia a acceptat în aprilie 1915 formarea guvernului provizoriu armean sub conducerea lui Aram Manougian, conducătorul rezistenței din regiunea Van. Naționaliștii armeni au sperat că vor reuși să obțină eliberarea de sub dominația otomană în schimbul ajutorului acordat armatei țariste. Ceea ce nu știau armenii era faptul că rușii aveau o înțelegere secretă cu Antanta în legătură cu anexarea anumitor teritorii din Anatolia. Aceste planuri au fost făcute publice de revoluționarii ruși în 1917, care sperau că astfel vor putea obține sprijinul politic și militar al armenilor..
Între timp, guvernul provizoriu a devenit tot mai stabil, odată cu mutarea în regiunea pe care o controla a multor armeni. În 1917, peste 150.000 de armeni se mutaseră în provinciile Erzurum, Bitlis, Mush și Van. Liderii armeni precum Armen Garo au lansat apeluri soldaților de origine armeană care luptau în armatele europene să vină pe frontul din Caucaz. 
Revoluția rusă a lăsat frontul din răsăritul Turciei într-o situație incertă. În decembrie 1917 a fost semnat un armistițiu între reprezentanții Imperiului Otoman și cei ai Comisariatului Transcaucazian. Otomanii au început după semnarea armistițiului să-și întărească trupele Armatei a 3-a de pe frontul de răsărit. Luptele dintre armeni și otomani au început la mijlocul lunii februarie 1918. Armeni au fost supuși atacurilor armatei otomane și a trupelor neregulate kurde și au fost nevoiți să se retragă din Erzincan la Erzurum, iar mai apoi la Kurs. Ei au părăsit și acest oraș pe 25 aprilie. Comisariatul Transcaucazia a luat unele măsuri de apărare, transformând regiunea în efemera Federație Transcaucaziană. După dezintegrarea acestei federații, armenii au pus bazele Republicii Democrate Armene (30 mai 1918). Tratatul de la Batumi semnat pe 4 iunie 1918 avea să reducă suprafața republicii armene la o suprafață de doar 11.000 km2. 

#### Armenia Wilsoniană
Membrii foarte activi ai diasporei armenești au depus eforturi deosebite în timpul Conferinței de Pace de la Paris ca să-i convingă pe negociatorii Antantei că teritoriul istoric al Armeniei, regiunea care rămăsese în afara controlului Imperiului Otoman în anii 1915 – 1918, trebuie să se unească cu Republica Democrată Armeană. Bazându-se pe principiile enunțate de președintele american Woodrow Wilson, (cunoscute ca „Cele 14 puncte”), armenii să li se recunoască oficial controlul asupra regiunii, control care îl dețineau de facto după izbucnirea Revoluției Ruse. Armenii își sprijineau cererile și pe afirmația că ar fi reprezentat majoritatea populației, de vreme ce turcii se mutaseră în provinciile apusene. Boghos Nubar, președintele delegației Armeniei, avea să afirme că la luptele împotriva turcilor au participat nu doar cei 150.000 din armata imperială rusă, dar și aproximativ 40.000 de voluntari, care își eliberaseră prin forțe proprii satele. Mai mult, după cum afirma liderul armean, dintre toate popoarele Caucazului, doar armenii au continuat lupta împotriva otomanilor după retragerea bolșevicilor".
Președintele Wilson a acceptat în cele din urmă argumentele armenilor. El avea să scrie „Lumea așteaptă de la ei armeni să dea taoate încurajările și tot sprijinul ce le stă în putere acelor refugiați tuci, care vor dori să se reîntoarcă la fostele lor în districtele Trebizond, Erzerum, Van și Bitlis, amintindu-și că și acești oameni au suferit de asemenea foarte mult”. Delegații la conferință au căzut de acord ca Armenia să-și extindă teritoriul în ceea ce este în zilele noastre estul Turciei.

### Republica Turcia
Vedeți și: Războiul de Independență al Turciei 
Mișcarea de rezistență turcă în frunte cu Mustafa Kemal Atatürk a reușit ca, după luptele din 1918 – 1923, să-i forțeze pe armeni și pe greci să se retragă din Anatolia. Revoluționarii turci au reușit de asemenea să înăbușe încercările kurzilor din deceniul al treilea pentru obținerea independenței. După ce rezistența turcă a recucerit controlul în Anatolia, prevederile Tratatului de la Sèvres au devenit imposibil de aplicat.
Mai înainte ca Republica Democrată Armeană să devină parte a Uniunii Sovietice, ea a semnat pe 2 decembrie 1920 Tratatul de la Alexandropol, prin care erau trasate granițele dintre cele două state. Frontierele armeano-turce au fost mai apoi recunoscute prin semnarea Tratatului de la Moscova. Bolșevicii au cedat prin acest tratat provinciile care au fost disputate de turci și armeni și care erau deja ocupate de primii – Provincia Kars, Provincia Iğdır, Provincia Ardahan și Provincia Artvin. În schimb, sovieticii au primit regiunea Adjara și capitala Batumi. 
Turcia și nou formata Uniunea Sovietică, împreună cu RSS Armeană și RSS Georgiană, au ratificat Tratatul de la Kars din 11 septembrie 1922, prin care s-a trasat definitiv frontiera nord-estică a Turciei și s-a stabilit pacea în regiune. Mai apoi, Tratatul de la Lausanne din 1923 a pus capăt în mod oficial stării de război și a consfințit crearea Turciei moderne.